# Liste der Monuments historiques in Thenissey
Die Liste der Monuments historiques in Thenissey führt die Monuments historiques in der französischen Gemeinde Thenissey auf.

## Liste der Immobilien
| Bezeichnung                  | Beschreibung                                                                            | Standort               | Kennzeichnung | Schutzstatus | Datum | Bild           |
| ---------------------------- | --------------------------------------------------------------------------------------- | ---------------------- | ------------- | ------------ | ----- | -------------- |
| Nouveau château de Thenissey | Schloss, von 1718 bis 1736 erbaut; mit Wirtschaftsgebäuden, Wassergräben und Taubenturm | Rue du Château (Lage)  | PA00112693    | Inscrit      | 1944  | weitere Bilder |
| Vieux château de Thenissey   | festes Haus, 14. oder 15. Jahrhundert                                                   | Rue du Château (Lage)  | PA00112694    | Inscrit      | 1929  | weitere Bilder |
| Kirche St-Léger              | ab dem 12. Jahrhundert                                                                  | Rue de l’Eglise (Lage) | PA21000017    | Inscrit      | 1999  | weitere Bilder |

## Liste der Objekte
| Bezeichnung                | Beschreibung                                        | Standort                      | Kennzeichnung | Schutzstatus | Datum | Bild           |
| -------------------------- | --------------------------------------------------- | ----------------------------- | ------------- | ------------ | ----- | -------------- |
| Passionsretabel            | Ölfarbe auf Holz, 15. Jahrhundert                   | in der Kirche St-Léger (Lage) | PM21002340    | Classé       | 1910  | weitere Bilder |
| Skulptur Madonna mit Kind  | Kalkstein, farbig gefasst, 16. Jahrhundert          | in der Kirche St-Léger (Lage) | PM21002341    | Classé       | 1913  |                |
| Skulptur Heiliger Leodegar | Kalkstein, farbig gefasst, 16. Jahrhundert          | in der Kirche St-Léger (Lage) | PM21002342    | Classé       | 1959  |                |
| Skulptur Heiliger Nikolaus | Kalkstein, farbig gefasst, 16. Jahrhundert          | in der Kirche St-Léger (Lage) | PM21002343    | Classé       | 1959  |                |
| Skulptur Heiliger Vinzenz  | Kalkstein, farbig gefasst, 16. Jahrhundert          | in der Kirche St-Léger (Lage) | PM21002344    | Classé       | 1959  |                |
| Skulptur Heiliger Eligius  | Kalkstein, farbig gefasst, 16. Jahrhundert          | in der Kirche St-Léger (Lage) | PM21002345    | Classé       | 1959  |                |
| Tabernakel                 | Holz, farbig gefasst und vergoldet, 17. Jahrhundert | in der Kirche St-Léger (Lage) | PM21003415    | Inscrit      | 1972  |                |